# Durant la tempesta
Durant la tempesta (títol original: Durante la tormenta, títol internacional en anglès: Mirage) és una pel·lícula dirigida pel cineasta català Oriol Paulo, escrita per Oriol Paulo i Lara Sendim i produïda per Atresmedia, Colosé Producciones, Mirage Studio i Think Studio (entre altres) i distribuïda per Warner Bros Pictures. Es va estrenar als cinemes el 30 de novembre del 2018. Té una durada de 128 minuts i pertany als gèneres thriller i ciència-ficció. La protagonitzen Adriana Ugarte, Chino Darín i Javier Gutiérrez Álvarez. S'ha doblat al català per TV3.

## Argument
Una interferència entre dos temps provoca que la Vera (Adriana Ugarte), una dona feliçment casada i amb una filla, la Gloria, salvi la vida d'un noi que va viure a casa seva 25 anys enrere. Però les conseqüències de la seva bona acció provoquen una reacció en cadena que fa que es desperti en una nova realitat on la seva filla no ha nascut, el seu marit ni tan sols la reconeix i tota la seva vida ha canviat. A contrarellotge, la Vera haurà de trobar la peça clau que ho va canviar tot quan va salvar la vida del noi. Mentrestant, però, descobreix que la seva vida anterior només era una il·lusió.

## Repartiment
Aquest thriller dramàtic de ciència-ficció està dirigit per Oriol Paulo (Contratemps, El cos), que co-escriu el guió amb Lara Sendim. La pel·lícula és protagonitzada per Adriana Ugarte (Palmeras en la nieve), Chino Darín (La noche de 12 años), Javier Gutiérrez (Campeones), Nora Navas (Ola de crímenes), Álvaro Morte (La casa de papel), Miquel Fernández (Fariña), Aina Clotet (Velvet Colección) i Francesc Orella (El guardián invisible), a més de la col·laboració especial d'Ana Wagener (El reino) i Belén Rueda (El cuaderno de Sara). La música de la pel·lícula la va compondre Fernando Velázquez i la cançó dels crèdits, A través del tiempo, la van escriure Judit Neddermann, Julián Saldarriaga i Santi Balmes.
Actors
|  | Adriana Ugarte       | ... | Vera Roy                    |
|  | Chino Darín          | ... | Inspector Leyra             |
|  | Javier Gutiérrez     | ... | Ángel Prieto                |
|  | Álvaro Morte         | ... | David Ortiz                 |
|  | Nora Navas           | ... | Clara Medina                |
|  | Miquel Fernández     | ... | Aitor Medina                |
|  | Clara Segura         | ... | Hilda Weiss                 |
|  | Mima Riera           | ... | María Lasarte               |
|  | Aina Clotet          | ... | Úrsula                      |
|  | Albert Pérez         | ... | Román                       |
|  | Julio Bohigas-Couto  | ... | Nico Lasarte (12 anys)      |
|  | Francesc Orella      | ... | Doctor Fell                 |
|  | Ana Wagener          | ... | Inspectora Dimas            |
|  | Silvia Alonso        | ... | Mónica                      |
|  | Belén Rueda          | ... | Dra. Sardón                 |
|  | Luna Fulgencio       | ... | Gloria Ortiz                |
|  | Marco de Francisco   | ... | Aitor Medina (12 anys)      |
|  | Ruth Llopis          | ... | Professora Miranda          |
|  | Joel Illescas        | ... | Nico Lasarte (15-19 anys)   |
|  | Alex Cortés          | ... | Conductor Accident          |
|  | Xavier Ruano         | ... | Cap de Mudances             |
|  | Vicente Ayala        | ... | Gus                         |
|  | Marta Falcón         | ... | Lidia Recepcionista         |
|  | Sigrid Cañas         | ... | Greta                       |
|  | Antonio Cifo         | ... | Pacient (Sr. Mendoza)       |
|  | Mónica Lleó          | ... | Doctora Quiròfan            |
|  | Toni Báez            | ... | Doctor Quiròfan             |
|  | Maykol Hernández     | ... | Agent 1 Policia Escola      |
|  | José Umpiérrez       | ... | Agent 2 Policia Escola      |
|  | Borja Texeira        | ... | Agent Judicial 1            |
|  | José Manuel Trujillo | ... | Agent Judicial 2            |
|  | Jorge Llamas         | ... | Treballador de l'Escorxador |
|  | Pep Papell           | ... | Agent Comissaria Nico 1989  |
|  | Aleida Torrent       | ... | Raquel Infermera            |
|  | Marta Vives          | ... | Presentadora La 5ª Esfera   |
|  | Inés Torres          | ... | Nena de l'abric vermell     |

## Localitzacions
Durant la tempesta es va rodar a l'Ametlla del Vallès -el poble que representa la urbanització fictícia de "Valpineda"-, a Barcelona, al Parc Audiovisual de Catalunya a Terrassa i a Gran Canària. Cristina Tapia es va encarregar de trobar les localitzacions.

## Crítica
Luis Martínez: Diari El Mundo: "Artifici emocional tan elaborat, entretingut, precís i, per moments, desconcertant. Potser d'això es tracta i fins als defectes són part de la il·lusió visual. (...) queda el plaer del truc (...) Puntuació: 3/5".
Javier Ocaña: Diari El País: "Tot i que les últimes filigranes del relat són excessives i potser innecessàries, quan es vol posar afectuós es torna llepafils (...) s'empassa amb cert goig, té ritme, bones interpretacions i un deliri atractiu".
Quim Casas: Diari El Periódico: "Allà on el guió mostra les seves esquerdes i debilitats, que en són bastantes, Oriol Paulo, amb una posada en escena solvent i alhora distant, recobreix el conjunt del necessari i contingut dramatisme. (...) Puntuació: 3/5."
Beatriz Martínez: Fotogramas: "La seva pel·lícula [de Paulo] més madura i personal. També la més complexa a nivell d'estructura, laberíntica i perfectament mil·limetrada (...) una trama perfecta (...) Puntuació: 4/5".
Janire Zurbano: Cinemanía: "Oriol Paulo encerta en l'aspecte emocional, però patina al thriller. (...) Puntuació: 2/5".